# Lluís Arcarazo Martínez
Lluís Arcarazo Martínez (Barcelona, 1 de febrer del 1959) és un escriptor i guionista català de cinema i televisió. Ha estat guionista de sèries catalanes molt populars, així com de llargmetratges i documentals. També ha escrit una obra de teatre i una novel·la de literatura infantil.
Lluís Arcarazo va guanyar el premi Goya al millor guió adaptat per Salvador (Puig Antich) l'any 2007, així com el de la Institució de les Lletres Catalanes al millor guió per Nissaga de poder, el 1998.
Lluís Arcarazo és professor de guió a la Universitat Ramon Llull i ha estat president de Guionistes Associats de Catalunya i membre del Patronat de la Fundació SGAE i del Consell Territorial de la SGAE a Catalunya.

## Obra com a guionista

### Sèries de televisió
- Teresina S.A. (amb altres autors). Sant Joan Despí: Televisió de Catalunya, 1993
- Poble Nou (amb altres autors). Sant Joan Despí: Televisió de Catalunya, 1994-1995
- Secrets de família (amb altres autors). Sant Joan Despí: Televisió de Catalunya, 1995-1996
- Nissaga de poder (amb altres autors). Sant Joan Despí: Televisió de Catalunya, 1996-1998
- La memòria dels Cargols (amb altres autors). Sant Joan Despí: Televisió de Catalunya, 1998-1999
- Nissaga, l'herència. Sant Joan Despí: Televisió de Catalunya, 1999
- El cor de la ciutat (amb altres autors). Sant Joan Despí: Televisió de Catalunya, 2000
- La sagrada família (amb altres autors). Sant Joan Despí: Televisió de Catalunya - Mediapro, 2010

### Telefilms
- Gossos (amb Jordi Galceran). Sant Joan Despí: Televisió de Catalunya, 2002
- Càmping (amb Jordi Galceran i Enric Gomà). Barcelona: Prodigius Cinema - Televisió de Catalunya, 2006
- Mar de plástico (amb Enric Gomà). Barcelona: Prodigius Cinema - Televisió de Catalunya - Producciones Transatlánticas - Salero Films, 2010

### Llargmetratges
- Un plaer indescriptible (amb Joan Marimón Padrosa). Barcelona: Íxia Films, 1991
- Salvador (Puig Antich). Barcelona: Mediapro - Televisió de Catalunya - Future Films, 2006
- Barcelona, la Rosa de Foc. Barcelona: Mediapro, 2012
- Laia (amb Maria Jaén). Barcelona: Brutal Media - Televisió de Catalunya, 2015

### Documentals
- Llach: La revolta permanent (amb Lila Pla Alemany). Mediapro - Bainet Zinema, 2006
- Pepe & Rubianes. Barcelona: Versátil Cinema, 2011

### Altres
- Oh, no! (amb altres autors). Sant Joan Despí: Televisió de Catalunya, 1990 [musical setmanal]
- Pasta gansa (amb altres autors). Barcelona: Catalunya Ràdio, 1990-1994 [ràdio]

## Teatre
- Aloma. Barcelona: Proa - TNC, 2008

## Narrativa infantil i juvenil
- Les aventures d'un bigoti. Barcelona: Cruïlla, 2005

## Premis
- Premi de la Institució de les Lletres Catalanes (1998) per Nissaga de poder
- Premi Goya al millor guió adaptat (2007) per Salvador Puig Antich